# 波希米亞主義
波希米亚主义（Bohemianism）是指稱那些希望過非傳統生活風格的一群藝術家、作家與任何對傳統不抱持幻想的人的一种生活方式，又作波希米亞風。雖然波希米亞人是指捷克波希米亞省的當地人，波希米亞人的第二個涵義卻是出現在19世紀的法國。這個詞反映了15世紀以來法國人對來自於波希米亞的吉普賽人的觀感。
在法國人的想像中，「波希米亞人」會讓他們聯想到四處漂泊的吉普賽人，他們是自外於傳統社會的一群人，不受傳統的束縛，或許還會帶來一些神祕的啟示，可能對他們也有一些太不注重個人衛生的指責意味在。

## 背景
亨利·穆傑（Henri Murger）出版於1845年的短篇故事集《波希米亞人的生活情景》（Scènes de la Vie de Bohème）讓波希米亞人這個詞普及於法國。穆傑小說中的概念為普契尼的歌劇《波希米亞人》（La Bohème，1896年）提供了主題。波希米亞在英語中的首次普及則是在威廉·梅克比斯·薩克萊1848年出版的小說《浮華世界》（Vanity Fair）中。甚至一個場景設在塞維利亞的法語歌劇中的西班牙吉普賽人卡門（Carmen），在梅哈克與哈樂維歌劇本（Meilhac and Halévy's libretto，1875年）中就被稱為波希米亞人。

## 觀念
「波希米亞」此詞，現今已為廣泛接受為對一種文藝的吉卜賽人的描述，不論說何種語言，不論居哪一城市……一個波希米亞人，便是一個藝術家或知識份子，有意無意地，在生活上和藝術裡脫離世俗常規 (《西敏評論》(Westminster Review), 1862)
這個名詞和不同的藝術或學術社群產生關聯，意指藝術家、文人或表演者過著自由漂泊、居無定所、不受一般社會習俗約束的生活，擁有與外在社會格格不入，或因與社會價值迥異的習性，而放逐自我的生活習慣與性格。並且被用來當作以下這些人物、環境或情況的普遍形容詞：在《牛津簡潔字典》中將bohemian定義為「不受社會習俗約束的人，尤以藝術家或作家為甚」；《美國大學辭典》中定義為「一個具有藝術或思維傾向的人，他們生活和行動都不受傳統行為準則的影響」。
保守的美國人經常將波希米亞人和毒品以及自陷貧困連結在一起，然而，過去一個半世紀以來許多最有才華的歐洲與美國文學名家都擁有波希米亞氣質，因此如果列出一張波希米亞人名單的話會變得非常冗長。甚至像巴爾扎克這樣的布爾喬亞作家都會贊同波希米亞主義，儘管大部分的布爾喬亞並非如此。事實上，波希米亞和布爾喬亞常常被視為是相反的團體。在大衛·布魯克斯（David Brooks）的《天堂裡的布波族》（Bobos in Paradise）一書中描述了這兩個團體彼此碰撞的歷史，以及現代波希米亞和布爾喬亞融合在一起之後產生的一個新興上層知識階級——「布爾喬亞波希米亞人」，簡稱為「布波族」。
波希米亞的意思是任何你可以便宜地生活與工作，而且行事不落傳統的地方，一個能達到心靈自由的社區。19世紀與20世紀初在許多城市中都有興起過波希米亞社區：德國慕尼黑的施瓦賓區（Schwabing）、法國巴黎的蒙馬特區和蒙巴納區（Montparnasse）、美國紐約市的格林威治村、蘇活區、舊金山的北灘區（North Beach）以及之後的海特-艾許伯里區（Haight-Ashbury）、英國倫敦的切爾西區（Chelsea）和費茲羅維亞區（Fitzrovia）。現代的波希米亞社區包括有中國大陸的大理市（戲稱「大理福尼亞」，影射加利福尼亞）、泰國的清萊、尼泊爾的加德滿都、荷蘭的阿姆斯特丹。

## 延伸閱讀
- Levin, Joanna. . Stanford University Press. 2010. ISBN 978-0-8047-6083-6.
- Siegel, Jerrold. . The Johns Hopkins University Press. 1999. ISBN 978-0-8018-6063-8.

## 外部連結
- Bohemianism and Counter-Culture （页面存档备份，存于）